# الطريق إلى شروق الشمس (فلم)
الطريق إلى شروق الشمس (بالإنجليزية: The Road to Sunrise) هو فيلم دراما مالاوي صدر سنة 2017 وأخرجه شيمو جويا. اختير الفيلم ليكون الترشيح الرسمي لدولة مالاوي بخصوص جائزة الأوسكار لأفضل فيلم بلغة أجنبية في حفل توزيع جوائز الأوسكار الحادي والتسعين، لكن لم يتم ترشيحه. وقد كانت هذه المرة الأولى التي تُرشح فيها مالاوي فيلما للتنافس على إحدى جوائز الأوسكار.

## طاقم التمثيل
- تابيوا غوازا في دور ناناواكي.
- برايت كابوتا في دور لامبا.

## روابط خارجية
مقالات تستعمل روابط فنية بلا صلة مع ويكي بيانات